# Прапор Могилева
Пра́пор Могиле́ва — один з офіційних символів села Могилів Царичанського району Дніпропетровської області, затверджений 14 листопада 2018 року рішенням № 547-40/VII XL Могилівської сільської ради VII скликання.
Квадратне полотнище поділене на зелене та синє поля тонкою білою подібною до літери «М» горизонтальною лінією з 15 зламами у вигляді редуту. У зеленому полі три голубих проліски з жовтою чашечкою.
Автори — В. В. Дружко, Л. Н. Степовичка, Т. В. Смірнова.